# Tunía
Tunía es un centro poblado del municipio de Piendamó, departamento del Cauca, (Colombia). Se ubica sobre la carretera Panamericana, en el tramo Popayán - Cali y su clima es considerado templado - húmedo. Su ubicación lo convierte en un sitio estratégico para el turismo. 
Entre sus atractivos se encuentra un sendero ecológico, unido al corredor turístico-artesanal; su diseño de población típica colombiana, sus actividades durante la Semana Santa y las ventas de comida y artesanías.